# 池田恵 (モデル)
池田 恵（いけだ めぐみ、1986年3月26日 - ） は、日本の女性ファッションモデル。茨城県出身。

## 来歴
- S Cawaii!の専属モデルとして活動。

## 人物
- 好物は、梅干し。ネギ系が苦手。
- 趣味はネイル。

## 出演

### 雑誌
- S Cawaii!（主婦の友社専属モデル）

### ショー
- 渋谷ガールズコレクション 2009 SPRING/SUMMER （2009年3月）[2]

### CM
- グリコ乳業「ドロリッチ カフェゼリ クリーム イン 」

### 広告
- クエスチョンマーク （靴ブランド）
- ふろむSBY パンフレット

### 音楽
- 童子-T『誓い feat.YU-A 』（ユニバーサルミュージック）のプロモーションビデオに登場。

### 書籍
- 『イケメグ―S Cawaii! 人気モデル、池田恵のつくり方 』(主婦の友生活シリーズ)：2009年10月